# Paul Momtaz
Paul P. Momtaz (n.  ?) este un economist german și profesor de economie la Universitatea Goethe din Frankfurt pe Main, unde deține Catedra de Private Equity la Casa de Finanțe.

## Biografie
Paul Momtaz a studiat economia și matematica la universitățile din Hamburg, Paris, Cambridge și Los Angeles. Și-a finalizat abilitarea în 2020. A fost inclus în clasamentul WirtschaftsWoche printre cei 10% cei mai mulți economiști de afaceri orientați spre cercetare. A lucrat câțiva ani ca consultant în management și bancher. Momtaz este co-organizator al Conferinței Crypto Valley, cea mai mare conferință de criptomonede și tehnologie blockchain din lume.

## Lucrări
- Dissanaike G., Drobetz W., Momtaz P.P. și Rocholl J. (2021). „The Economics of Law Enforcement: Quasi-Experimental Evidence from Corporate Takeover Law”.[6] Journal of Corporate Finance, 67, 1 aprilie 2021, p. 101849.
- Dissanaike G., Drobetz W. și Momtaz P.P. (2020). „Competition Policy and the Profitability of Corporate Acquisitions”.[7] Journal of Corporate Finance, 62, 1 iunie 2020, p. 101510.
- Drobetz, W. și Momtaz, P.P. (2020). „Antitakeover Provisions and Firm Value: New Evidence from the M&A Market”.[8] Journal of Corporate Finance, 62, 1 iunie 2020, p. 101594.
- Momtaz, P.P. (2021). „The Pricing and Performance of Cryptocurrency”.[9] The European Journal of Finance, 27(4-5), 24 martie 2021, pp. 367–380.
- Momtaz, P.P. (2020). „Entrepreneurial Finance and Moral Hazard: Evidence from Token Offerings”.[10] Journal of Business Venturing, 14 martie 2020, p. 106001.
- Fisch, C. & Momtaz, P.P. (2020). „Institutional investors and post-ICO performance: an empirical analysis of investor returns in initial coin offerings (ICOs)”.[11] Journal of Corporate Finance, 64, 1 octombrie 2020, p. 101679.
- Momtaz, P.P. (2020). „CEO emotions and firm valuation in initial coin offerings: An artificial emotional intelligence approach”.[12] Strategic Management Journal, nr. 3, 2021, pp. 558–578.

## Premii
- Top 10% of German business economists[13]
- Nomination for the Best Paper Award of the Financial Management Association (FMA) 2017.
- Nominated for the Financial Management Association (FMA) Best Paper Award in 2020.